# Wood Dale, Illinois
Wood Dale là một thành phố thuộc quận DuPage, tiểu bang Illinois, Hoa Kỳ. Năm 2010, dân số của thành phố này là 13770 người.

## Dân số
Dân số qua các năm:
- Năm 2000: 13535 người.
- Năm 2010: 13770 người.